# Triq il-Wiesgħa Tower

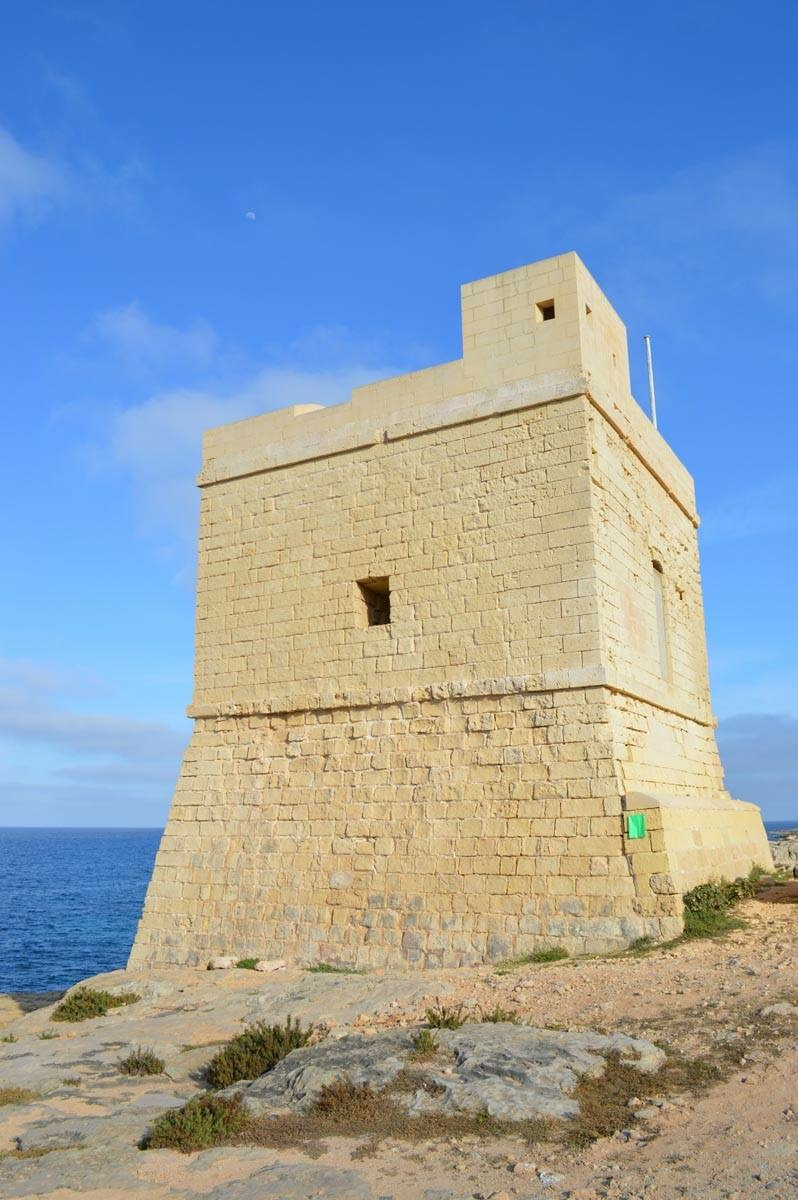
Triq il-Wiesgħa Tower

Der Triq il-Wiesgħa Tower (maltesisch Torri ta’ Triq il-Wiesgħa, englisch Triq il-Wiesgħa Tower oder Triq-il-Wiesga Tower) ist ein Wachturm auf der Insel Malta. Er befindet sich an der Küste auf dem Gemeindegebiet von Żabbar und steht als Grade-1-Bauwerk unter Denkmalschutz.

## Geschichte
Der Turm gehört zu den dreizehn De Redin Towers, die 1658 und 1659 unter der Herrschaft des Großmeisters Martin de Redin vom Johanniterorden errichtet wurden. In späterer Zeit wurde er mehrfach umgebaut. Fotografien aus dem 19. Jahrhundert zeigen eine vollständig eingestürzte Rückwand und das offenliegende Tonnengewölbe, dies wurde später wiederaufgebaut. Die letzten Restaurierungen ließ der heutige Nutzer, die Stiftung Fondazzjoni Wirt Artna, vornehmen.

## Beschreibung
Der einzige Zugang führte durch eine kleine Tür in Höhe des ersten Obergeschosses auf der dem Meer abgewandten Seite des Turmes.
Das Innere wird durch eine von Bögen getragene Zwischendecke in zwei übereinander liegende Räume unterteilt. Während der untere, fensterlose Raum als Lager diente, war der obere Raum die Wohnung der kleinen Besatzung. Eine Wendeltreppe innerhalb des massiven Mauerwerks verbindet die obere Etage mit dem flachen Dach, das von einer Brustwehr mit Zinnen umgeben ist. Eine Öffnung im Dach bildet die Lüftung. Zur Seeseite hin befindet sich ein kleines Fenster.